# Ристи, Энди
Энди Ристи (нидерл. Andy Ristie; 17 марта 1982, Парамарибо, Суринам) — нидерландский кикбоксер суринамского происхождения, выступающий в лёгком весе. Чемпион мира по кикбоксингу, чемпион турнира GLORY. Прозвище «Машина».

## Биография

### Детство
Энди Ристи родился в Парамарибо в 1982 году.

### Молодость
Спортом начал заниматься в позднем возрасте — в 20 лет. Тренировался у Люсьена Карбина в Fight Club Carbin. Выиграл чемпионат мира по кикбоксингу (WKN) в полусреднем весе (72,6кг) среди любителей.

### Профессиональная карьера
Рост Энди 180 см, вес 70 кг.
До 29 лет Ристи был мало кому известен в мире единоборств, так как выступал на малозначительных турнирах в Нидерландах и Суринаме. Энди вышел на мировой уровень, когда его подписал промоушен It's Showtime. Он дебютировал на турнире в Брюсселе, победив нокаутом Ника Белярдса. В сентябре и ноябре он повторил свой успех в рамках промоушена на ринге в Брюсселе и Тенерифе, одолев Улицам Диендера и Джоана Риско соответственно. В 2012 в рамках It's Showtime Энди побеждает Хината Ватанабе в Нидерландах. Эта победа дала дорогу Ристи в К-1. В мадридском турнире K-1 WORLD Max встречались 16 лучших бойцов мира. Ристи противостоял Гаго Драго. В дебютном бою Энди победил решением судей. В июне 2012 в брюссельском турнире It's Showtime он нокаутировал Самира Джаббу левым хуком на 20 секунде поединка. На 59 по счету турнире It’s Showtime на острове Тенерифе Энди нокаутировал в первом раунде ударом колена Давида Кальво. Серия побед позволила подняться Ристи на восьмую строчку в мировом рейтинге на тот момент.
Далее состоялся дебют Энди в GLORY. Это случилось в Брюсселе на втором по счету турнире промоушена. Ристи нокаутировал своего соперника — Нортона Бенмоха — в первом раунде левым хуком. В том же году состоялся повторный бой Энди с Хината Ватанабе в рамках чемпионата мира по шутбоксингу, в котором Ристи опять взял верх. Судьи остановили бой в первом раунде из-за явного преимущества голландца. В четвертьфинале К-1 World MAX 2012 Final в Афинах 15 декабря 2013 года он проиграл единогласным решением судей Энди Сауэру после нокдауна во втором раунде. Несмотря на поражение, в конце года он оставался в десятке рейтинга лучших кикбоксеров мира в своем весе.
В первом поединке в 2013 году на турнире GLORY 5 ему должен был противостоять четырёхкратный чемпион мира и первый победитель K-1 World MAX Альберт Краус, но бой не состоялся из-за проблем с визой у Энди. Ристи заменили на Уоррена Стивелманса. Вместо боя с Краусом ему дали другого соперника — Алессандро Кампании на GLORY 6, у которого он выиграл решением судей. Поединок между Краусом и Ристи все-таки состоялся на восьмом турнире промоушена и закончился победой Энди нокаутом во втором раунде. В 2013 Ристи ещё раз бился в GLORY с Никласом Ларсеном и одержал победу решением судей.
2014 год стал триумфальным для Ристи. На турнире GLORY 12 он вначале победил нокаутом в третьем раунде Геворга Петросяна, который до этого боя не проигрывал 6 лет, а в финальном бою отправил на канавас во втором раунде Робина Ван Русмалена. Это был уникальный случай в истории кикбоксинга, когда бойцу удалось нокаутировать людей, находящихся на первой и второй строчках мирового рейтинга в один день. В тот вечер Ристи выиграл турнир и сто пятьдесят тысяч долларов призовых. Незадолго до турнира он разошелся со своим тренером Люсьном Карбином.
На четырнадцатом GLORY Энди бился и доминировал в течение всего боя с грузином Давитом Кириа, отправил его в нокдаун, но проиграл нокаутом в пятом раунде. В том же — 2014 году — он ещё раз бился в рамках промоушена с Ки Холенбеком в Лос Анджелесе и нокаутировал в первом раунде. В 2015 на турнире GLORY 19 в Виргинии Ристи техническим нокаутом в первом раунде побеждает Стивена Моксона. На турнире в Дубае в 2015 Энди опять встречается с Русмаленом, но на это раз проигрывает решением судей.
Всего за карьеру Ристи провел 53 боя, одержал 47 побед (28 нокаутом), потерпел 5 поражений и единожды была зафиксирована ничья.